# Klein Constantia
Klein Constantia (Kod UCI: KLC) – czeska zawodowa grupa kolarska istniejąca w latach 2013–2016, młodzieżowa filia grupy Etixx-Quick Step. Przez wszystkie sezony zarejestrowana w dywizji UCI Continental Teams.

## Historia
Ekipa Klein Constantia powołana do życia została w 2013 przez belgijskiego managera Patricka Lefevere’a, który doprowadził do jej utworzenia z myślą o zbudowaniu zaplecza dla swojej drużyny Omega Pharma-Quick Step.
Pierwszy skład liczył 13 zawodników, a w jego szeregach znaleźli się tacy kolarze jak Samuel Spokes, Julian Alaphilippe, Petr Vakoč, Łukasz Wiśniowski czy Florian Sénéchal. W pierwszym roku działalności młodzi kolarze odnieśli 18 zwycięstw, na swoim koncie zapisując m.in. takie sukcesy jak dwa tytuły mistrza Polski do lat 23 (Wiśniowski), klasyfikację generalną wyścigu Okolo Jižních Čech (Sénéchal) i etap Czech Cycling Tour (Vakoč).
W sezonie 2014 drużyna zapisała na koncie 16 triumfów, w tym wygrane przez Wiśniowskiego etap Tour de Normandie i klasyfikację generalną Circuit des Ardennes International. Daniel Hoelgaard triumfował na piątym odcinku Tour de Bretagne. Karel Hnik wygrał Tour Alsace, a Samuel Spokes triumfował na dwóch etapach i w klasyfikacji generalnej młodzieżowego Wyścigu Pokoju.
Skład zespołu uległ gruntownej przebudowie w końcówce sezonu 2014 – tylko dwóch zawodników przedłużyło kontrakty, a do zespołu dołączyło ośmiu nowych zawodników, głównie z Czech, Niemiec i Francji. W gronie tym znaleźli się między innymi mistrz Francji juniorów Rayane Bouhanni czy wicemistrz Polski orlików w jeździe na czas Przemysław Kasperkiewicz. Zmianom uległa też nazwa ekipy – producent odżywek i suplementów Etixx przestał być sponsorem tytularnym, a rolę tę przejęła czeska firma transportowa AWT oraz słowacki producent części do samochodów elektrycznych – Greenway. Na początku grudnia 2015 roku, grupa uzyskała nowego sponsora tytularnego, był to południowoafrykański producent win Klein Constantia, od którego zespół wziął swoją nazwę i w jego barwach jeździł do końca 2016 roku. Pod koniec tego roku grupę rozwiązano.

## Kierownictwo
Zespół prowadzony był przez managera Petra Kováča. Dyrektorami sportowymi ekipy byli dwaj byli czescy kolarze szosowi – René Andrle i Pavel Padrnos.

## Nazwa grupy w poszczególnych latach
| lata | nazwa            |
| ---- | ---------------- |
| 2013 | Etixx-IHNed      |
| 2014 | Etixx            |
| 2015 | AWT-Greenway     |
| 2016 | Klein Constantia |

## Sezony

### 2016

#### Skład
| Skład drużyny 2016                 | Skład drużyny 2016 | Skład drużyny 2016 | Skład drużyny 2016                                  |
| Imię i nazwisko                    | Data urodzenia     | Państwo            | Poprzednia grupa                                    |
| ---------------------------------- | ------------------ | ------------------ | --------------------------------------------------- |
| Nuno Bico                          | 3 lipca 1994       | Portugalia         | Rádio Popular-Boavista (2015)                       |
| Jonas Bokeloh                      | 16 marca 1996      | Niemcy             | SEG Racing (2015)                                   |
| Rémi Cavagna                       | 10 sierpnia 1995   | Francja            | Pro Immo Nicolas Roux (2015)                        |
| Iván García Cortina (1 sty–31 lip) | 20 listopada 1995  | Hiszpania          | EDP Energía (2014)                                  |
| Przemysław Kasperkiewicz           | 1 marca 1994       | Polska             | Bauknecht-Author (2014) missing qualifiers by rider |
| Roman Lehký                        | 30 czerwca 1996    | Czechy             |                                                     |
| Enric Mas                          | 7 stycznia 1995    | Hiszpania          | Specialized-Fundación Alberto Contador (2015)       |
| Kenny Molly                        | 24 grudnia 1996    | Belgia             | Specialized-Fundación Alberto Contador (2015)       |
| Jhonatan Narváez                   | 4 marca 1997       | Ekwador            |                                                     |
| Maximilian Schachmann              | 9 stycznia 1994    | Niemcy             | Giant-Shimano Development (2014)                    |
| Michal Schlegel                    | 31 maja 1995       | Czechy             | TJ Favorit Brno (2014)                              |
| Hamish Schreurs                    | 23 stycznia 1994   | Nowa Zelandia      | Sojasun espoir-ACNC (2015)                          |
| František Sisr                     | 17 marca 1993      | Czechy             | Team Dukla Praha (2015)                             |
|                                    |                    |                    |                                                     |
| Źródło: ProCyclingStats            |                    |                    |                                                     |

Przypis: Przemysław Kasperkiewicz missing qualifiers by rider

#### Zwycięstwa
| Zwycięstwa      | Zwycięstwa                                                       | Zwycięstwa    | Zwycięstwa            | Zwycięstwa            | Zwycięstwa |
| Data            | Wyścig                                                           | Państwo       | Kategoria             | Zwycięzca             |            |
| --------------- | ---------------------------------------------------------------- | ------------- | --------------------- | --------------------- | ---------- |
|                 | 2016 Tour de Berlin, Stage 3a                                    |               |                       |                       |            |
|                 | 2016 Carpathian Couriers Race, Stage 3                           |               |                       |                       |            |
|                 | 2016 Carpathian Couriers Race, Prologue                          |               |                       |                       |            |
|                 | 2016 Circuit des Ardennes, Stage 1                               |               |                       |                       |            |
| 30 lipca 2006   | Tour Alsace                                                      | Francja       | Johannes Fröhlinger   |                       |            |
| —               | Tour de Berlin                                                   |               |                       |                       |            |
| 10 sty          | New Zealand National Road Cycling Championships - Men U23 RR     | Nowa Zelandia | Hamish Schreurs       |                       |            |
| 2 mar           | Trofej Umag                                                      | Chorwacja     | 1.2                   | Jonas Bokeloh         |            |
| 17 mar          | Volta ao Alentejo, 2. etap                                       | Portugalia    | 2.2                   | Enric Mas             |            |
| 20 marca 2016   | Volta ao Alentejo, klasyfikacja generalna                        | Portugalia    | 2.2                   | Enric Mas             |            |
| 20 mar          | Volta ao Alentejo, 5. etap                                       | Portugalia    | 2.2                   | Enric Mas             |            |
| 25 kwi          | Tour de Bretagne Cycliste, 1. etap                               | Francja       | 2.2                   | František Sisr        |            |
| 3 maja 2016     | Karpacki Wyścig Kurierów, klasyfikacja generalna                 | Polska        | 2.2U                  | Hamish Schreurs       |            |
| 22 maj          | Paris-Arras Tour, 3. etap                                        | Francja       | 2.2                   | Aidis Kruopis         |            |
| 19 czerwca 2016 | Tour de Savoie Mont-Blanc, klasyfikacja generalna                | Francja       | 2.2                   | Enric Mas             |            |
| 23 cze          | Czech Republic National Road Cycling Championships - Men U23 ITT | Czechy        | Michal Schlegel       |                       |            |
| 24 cze          | Germany National Road Cycling Championships - Men U23 ITT        | Niemcy        | Maximilian Schachmann |                       |            |
| 26 cze          | Czech Republic National Road Cycling Championships - Men U23 RR  | Czechy        | Michal Schlegel       |                       |            |
| 31 lipca 2016   | Tour Alsace, klasyfikacja generalna                              | Francja       | 2.2                   | Maximilian Schachmann |            |
| 18 sie          | France National Road Cycling Championships - Men U23 ITT         | Francja       | Rémi Cavagna          |                       |            |
| 9 wrz           | East Bohemia Tour, 1. etap                                       | Czechy        | 2.2                   | František Sisr        |            |

### 2015

#### Skład
| Skład drużyny 2015                   | Skład drużyny 2015 | Skład drużyny 2015 | Skład drużyny 2015                                  |
| Imię i nazwisko                      | Data urodzenia     | Państwo            | Poprzednia grupa                                    |
| ------------------------------------ | ------------------ | ------------------ | --------------------------------------------------- |
| Erik Baška                           | 12 stycznia 1994   | Słowacja           | Dukla Trenčín Trek (2014)                           |
| Matěj Běchyně                        | 24 lipca 1996      | Czechy             |                                                     |
| Rayane Bouhanni                      | 24 lutego 1996     | Francja            |                                                     |
| Jan Brockhoff                        | 3 grudnia 1994     | Niemcy             | Giant-Shimano Development (2014)                    |
| Álvaro Cuadros                       | 12 kwietnia 1995   | Hiszpania          |                                                     |
| Iván García Cortina                  | 20 listopada 1995  | Hiszpania          | EDP Energía (2014)                                  |
| Alexis Guérin                        | 6 czerwca 1992     | Francja            | Entente Sud Gascogne (2013)                         |
| Przemysław Kasperkiewicz             | 1 marca 1994       | Polska             | Bauknecht-Author (2014) missing qualifiers by rider |
| Roman Lehký                          | 30 czerwca 1996    | Czechy             |                                                     |
| Kenny Molly (1 sie–31 gru, stażysta) | 24 grudnia 1996    | Belgia             |                                                     |
| Jakub Novák                          | 30 grudnia 1990    | Czechy             | BMC Racing Team (2013)                              |
| Maximilian Schachmann                | 9 stycznia 1994    | Niemcy             | Giant-Shimano Development (2014)                    |
| Michal Schlegel                      | 31 maja 1995       | Czechy             | TJ Favorit Brno (2014)                              |
|                                      |                    |                    |                                                     |
| Źródło: ProCyclingStats              |                    |                    |                                                     |

Przypis: Przemysław Kasperkiewicz missing qualifiers by rider

#### Zwycięstwa
| Zwycięstwa | Zwycięstwa                       | Zwycięstwa | Zwycięstwa | Zwycięstwa | Zwycięstwa |
| Data       | Wyścig                           | Państwo    | Kategoria  | Zwycięzca  |            |
| ---------- | -------------------------------- | ---------- | ---------- | ---------- | ---------- |
| 22 sie     | Puchar Ministra Obrony Narodowej | Polska     | 1.2        | Erik Baška |            |